# 2004 CONCACAF U-19女子選手権
2004 CONCACAF U-19女子選手権は、2004年5月28日から6月6日までカナダで開催された、第2回目のCONCACAF U-20女子選手権である。

## 概要
上位2チームはタイで開催される2004 FIFA U-19女子世界選手権の出場権を手にする。カナダ、アメリカ合衆国が出場権を獲得した。
本戦のすべての試合はUTC-4にて、モントリオールのパーシヴァル・モルソン・メモリアル・スタジアムとオタワのフランク・クレア・スタジアムで開催された。

## 本戦
中米予選からはパナマとコスタリカが、カリブ海予選からはトリニダード・トバゴ、ドミニカ共和国、ジャマイカが予選を突破。これに本戦シードされているアメリカ合衆国、カナダ、メキシコを加えた8カ国が本戦を戦った。

### グループリーグ

#### グループA
| チーム     | 試合 | 勝 | 分 | 負 | 得 | 失 | 差  | 勝点 |
| ---------- | ---- | -- | -- | -- | -- | -- | --- | ---- |
| カナダ     | 3    | 3  | 0  | 0  | 14 | 0  | +14 | 9    |
| メキシコ   | 3    | 2  | 0  | 1  | 11 | 6  | +5  | 6    |
| パナマ     | 3    | 1  | 0  | 2  | 3  | 12 | -9  | 3    |
| ジャマイカ | 3    | 0  | 0  | 3  | 2  | 12 | -10 | 0    |

| 2004年5月28日 |

| メキシコ                                                    | 5 – 1 | パナマ      |
| メンドーサ 40分 · オカンポ 44分, 69分, 85分 · パディラ 48分 |       | 45分 デメラ |

| フランク・クレア・スタジアム, オタワ 観客数: 500 主審: Keri Seitz |

| 2004年5月28日 |

| カナダ                                                          | 4 – 0 | ジャマイカ |
| ベランジャー 25分 · アイシャ・ジャマニ 62分, 74分 · ラング 68分 |       |            |

| パーシヴァル・モルソン・メモリアル・スタジアム, モントリオール 観客数: 400 主審: Virginia Tovar |

| 2004年5月30日 |

| ジャマイカ        | 2 – 6 | メキシコ                                                                          |
| レイド 37分, 83分 |       | 8分, 60分, 90分 パディラ · 35分 ムニョス · 53分 (pen.) メンドーサ · 87分 オカンポ |

| フランク・クレア・スタジアム, オタワ 観客数: 500 主審: Shane Desilva |

| 2004年5月30日 |

| カナダ                                                                                                   | 7 – 0 | パナマ |
| ジャマニ 3分, 34分 · ロビンソン 31分 · ベランジャー 51分 · ラング 57分 · ティムコ 69分 · キッチーニ 85分 |       |        |

| フランク・クレア・スタジアム, オタワ 観客数: 1,000 主審: Erica Vargas |

| 2004年6月1日 |

| パナマ                        | 2 – 0 | ジャマイカ |
| ロドリゲス 36分 · デメラ 85分 |       |            |

| フランク・クレア・スタジアム, オタワ 観客数: 200 主審: Maria Ortega |

| 2004年6月1日 |

| カナダ                                | 3 – 0 | メキシコ |
| ベランジャー 31分 · ズラー 63分, 66分 |       |          |

| フランク・クレア・スタジアム, オタワ 観客数: 1,000 主審: Keri Seitz |

#### グループB
| チーム               | 試合 | 勝 | 分 | 負 | 得 | 失 | 差  | 勝点 |
| -------------------- | ---- | -- | -- | -- | -- | -- | --- | ---- |
| アメリカ合衆国       | 3    | 2  | 1  | 0  | 25 | 1  | +24 | 7    |
| コスタリカ           | 3    | 2  | 1  | 0  | 15 | 1  | +14 | 7    |
| トリニダード・トバゴ | 3    | 1  | 0  | 2  | 4  | 16 | -12 | 3    |
| ドミニカ共和国       | 3    | 0  | 0  | 3  | 1  | 27 | -26 | 0    |

| 2004年5月28日 |

| コスタリカ                                                    | 4 – 1 | トリニダード・トバゴ |
| ヴィジャロボス 4分, 81分 · メンドーサ 19分 · エスキベル 90+分 |       | 64分 モロン          |

| パーシヴァル・モルソン・メモリアル・スタジアム, モントリオール 観客数: 400 主審: Jill Proctor |

| 2004年5月28日 |

| ドミニカ共和国 | 0 – 14 | アメリカ合衆国 |
|                |        | 3分, 14分, 21分 ハンクス · 4分 ビューラー · 16分, 19分, 44分, 62分 マクニール · 36分 アヴァーバッチ · 43分, 67分 クロン · 45分 リンドストローム · 52分 ラピノー · 87分 オランド |

| フランク・クレア・スタジアム, オタワ 観客数: 500 主審: Maria Ortega |

| 2004年5月30日 |

| コスタリカ | 11 – 0 | ドミニカ共和国 |
| ヴィジャロボス 2分 · リオス 9分 · シャコン 14分, 65分, 74分 · クルス 37分, 60分 · エスキベル 58分 · ウィルソン 77分 · モンテス 87分 · ロドリゲス 90分 |        |                |

| パーシヴァル・モルソン・メモリアル・スタジアム, モントリオール 観客数: 200 主審: Dianne Ferreira-James |

| 2004年5月30日 |

| アメリカ合衆国                                                                                                   | 11 – 1 | トリニダード・トバゴ |
| アヴァーバッチ 8分 · ウォズヌク 10分 · ハンクス 39分, 67分, 85分, 90分 · デイヴィス 50分, 64分 · ビューラー 73分 |        | 86分 コルドナー      |

| パーシヴァル・モルソン・メモリアル・スタジアム, モントリオール 観客数: 500 主審: Arlene Troya |

| 2004年6月1日 |

| トリニダード・トバゴ             | 2 – 1 | ドミニカ共和国  |
| バートン 13分 · コルドナー 45+分 |       | 45分 サンテリス |

| パーシヴァル・モルソン・メモリアル・スタジアム, モントリオール 観客数: 30 主審: Arlene Troya |

| 2004年6月1日 |

| アメリカ合衆国 | 0 – 0 | コスタリカ |
|                |       |            |

| パーシヴァル・モルソン・メモリアル・スタジアム, モントリオール 観客数: 100 主審: Virginia Tovar |

### 決勝トーナメント
|  | 準決勝                  | 準決勝                  |                 |                 | 決勝 | 決勝 |
|  |                         |                         |                 |                 |      |      |
|  | 6月4日 – モントリオール |                         |                 |                 |      |      |
|  | アメリカ合衆国          | 6                       |                 |                 |      |      |
|  | メキシコ                | 0                       |                 |                 |      |      |
|  |                         |                         | 6月6日 – オタワ |                 |      |      |
|  | アメリカ合衆国          | 1                       |                 |                 |      |      |
|  |                         | カナダ                  | 2 (aet)         |                 |      |      |
|  |                         |                         |                 |                 |      |      |
|  | 3位決定戦               |                         |                 |                 |      |      |
|  | 6月4日 – モントリオール | 6月4日 – モントリオール | 6月6日 – オタワ | 6月6日 – オタワ |      |      |
|  | カナダ                  | 4                       | メキシコ        | 3               |      |      |
|  | コスタリカ              | 0                       |                 | コスタリカ      | 4    |      |

#### 準決勝
| 2004年6月4日 |

| アメリカ合衆国                                                 | 6 – 0 | メキシコ |
| ウォズヌク 4分, 24分, 26分 · ハンクス 37分, 80分 · クロン 90分 |       |          |

| パーシヴァル・モルソン・メモリアル・スタジアム, モントリオール 観客数: 500 主審: Maria Ortega |

| 2004年6月4日 |

| カナダ                                                      | 4 – 0 | コスタリカ |
| マランダ 24分 · ティムコ 27分 · ズラー 37分 · ジャマニ 87分 |       |            |

| パーシヴァル・モルソン・メモリアル・スタジアム, モントリオール 観客数: 2,354 主審: Virginia Tovar |

#### 3位決定戦
| 2004年6月6日 |

| メキシコ                                        | 3 – 4 | コスタリカ                                              |
| オカンポ 28分 · ヴァルデス 40分 · ニエヴァ 68分 |       | 20分 ウィルソン · 66分, 80分 モンテス · 83分 サンチェス |

| フランク・クレア・スタジアム, オタワ 観客数: 3,300 主審: Shane De Silva |

#### 決勝戦
| 2004年6月6日 |

| カナダ                            | 2 – 1 (延長) | アメリカ合衆国 |
| ジャマニ 3分 · ベランジャー 118分 |              | 42分 ハンクス  |

| フランク・クレア・スタジアム, オタワ 観客数: 3,300 主審: Dianne Ferreira-James |

## 優勝国
| 2004 CONCACAF U-19女子選手権優勝国 |
| ---------------------------------- |
| · カナダ · 初優勝                  |

## 個人タイトル
- 最優秀選手： エミリー・ズラー
- 得点王： ケリー・ハンクス
- 最優秀ゴールキーパー： ステイシー・ヴァン・ボックスメア
- フェアプレー賞： メキシコ